# Miculești (okręg Gorj)
Miculești – wieś w Rumunii, w okręgu Gorj, w gminie Slivilești. W 2011 roku liczyła 535 mieszkańców.